# 诺曼底
诺曼底（法語： [nɔʁmɑ̃di] ⓘ；英語： /ˈnɔːrməndi/）是法国西北部的一个地理和文化区域，濒临英吉利海峡，与历史上的諾曼第公國范围大致相同。
诺曼底包括大陆诺曼底（法国诺曼底大区）和岛屿诺曼底（主要为英国王室属地海峡群岛）。其面积30,627平方千米，人口3,499,280。大型城市有鲁昂、卡昂、勒阿弗尔和瑟堡。
诺曼底的文化区域与历史上的诺曼底公国大致相似，其中包括现在属于法国马耶讷省和萨尔特省的一小部分地区。海峡群岛在历史上也是诺曼底的一部分，其占地194平方公里（75平方英里），由两个辖区组成：根西行政區和泽西行政区，二者为英国王室属地。